# Strength Thru Oi!
Strength Thru Oi! ist der zweite Oi!-Sampler des britischen Musikmagazins Sounds. Es wurde von Decca Records verlegt und erschien 1981.

## Entstehungsgeschichte
Der Vorgänger Oi! The Album wurde ein Jahr zuvor veröffentlicht und erschien auf dem Höhepunkt der neuen Skinhead- und Oi!-Bewegung. Der Nachfolger sollte den Erfolg des ersten Teils noch übertreffen. Wie bereits beim Vorgänger zeichnete Garry Bushell für Gestaltung und Bandauswahl verantwortlich.
Das Album sorgte auf Grund des Schallplattencovers und des provokanten Titels für Aufsehen und Kontroversen. Strength Thru Oi! war an die nationalsozialistische Gemeinschaft „Kraft durch Freude“ (engl.: „strength through joy“) angelehnt. Zum Titel der Kompilation äußerte sich Bushell auf seiner Website:

„I take full responsibility for ‘Strength Thru Oi’. I gave the album its title. But it was never knowingly a pun on the Nazi slogan Strength Through Joy. Let’s be honest, who knew? How many people my age were that up on Third Reich sloganeering? The Skids had released an ep called Strength Through Joy earlier that year, and that’s what I based the pun on (asked later, Skids singer Richard Jobson – now a dapper TV movie reviewer – said he’d taken it from the Dirk Bogarde’s autobiography). It was either that or The Oi Of Sex which I dismissed as too frivolous. Doh!“

Das Cover zeigte den Neonazi Nicola Vincenzio „Nicky“ Crane, der für seine gewalttätigen Aktionen und sein Engagement in der rechtsextremistischen Partei British Movement berüchtigt war. Zur Zeit der Veröffentlichung des Albums verbüßte er eine mehrjährige Haftstrafe wegen Planung und Durchführung eines Überfalls auf schwarze Jugendliche auf einem Bahnsteig in Woolwich. Zunächst sollte eigentlich der Bodybuilder und Hooligan Carlton Leach auf das Cover kommen, doch die Fotos überzeugten niemanden wirklich. Auch andere Vorschläge fruchteten wenig, so dass Bushell unter Zeitdruck geriet. Garry Bushell äußerte sich mehrmals zu dem Plattencover und erklärte 1996 im Buch „Oi! The Book Vol. 1“:

„Also schlug ich vor, daß wir das Motiv der Last-Resort-Weihnachtskarte nehmen. Die Karte war sehr kleinformatig, so daß ich nicht sah, wer eigentlich abgebildet war. (...) Wir merkten nicht, daß es Nick Crane war, bis das Albumcover fertiggestellt war.“

Das Foto stammte von Skinhead-Fotograf Martin Dean. Um weitere Verzögerungen zu vermeiden, wurden die Nazi-Tätowierungen von Crane retuschiert und das Album mit dem im ganzen Land bekannten Neonazi veröffentlicht. Das Album war etwa zwei Monate auf dem Markt, als die ersten Kritiken ankamen. Die Daily Mail berichtete über die Kompilation in einer Ausgabe und enthüllte dabei die Identität des Covermodels. Gleichzeitig kam es zu den Ausschreitungen von Southall, bei denen Skinheads, die gerade aus einem Oi!-Konzert kamen, sich mit asiatischen Jugendlichen anlegten und dies zu Ausschreitungen führte, die das Bild der Skinhead-Szene als Rechtsextremisten in der Öffentlichkeit tendieren ließen. Decca Records beugte sich dem Druck der Öffentlichkeit und nahm das Album vom Markt, kurz bevor es in die britischen Top 50 einsteigen konnte.

„Decca Records bedauert und verurteilt die Vorfälle von Freitagnacht in Southhall zutiefst und als Konsequenz daraus haben wir entschieden, die Platte zu streichen. Es ist offensichtlich, dass es eine Verbindung zwischen Teilen der Musik und Gewalt gibt, und dies ist äußerst unerwünscht.“

Auf dem Album sind keinerlei rechtsextreme Texte zu finden, das Line-Up der CD besteht aus Bands aus dem linken und unpolitischen Teil der Oi!-Szene. Neben bekannten Bands sind auch Gedichte der britischen Straßenpoeten Garry Johnson und Barney Rubble zu finden. Das Album wird abgeschlossen von „The Shaven Heads“ mit dem A-cappella-Stück Harbour Mafia Mantra. Dabei handelt es sich um den betrunkenen Gesang mehrerer Skinheads aus der Londoner Szene.

## Bedeutung
Wie bereits der Vorgänger zählt diese Kompilation zu den wichtigsten Veröffentlichungen der Oi!-Szene in den 1980er-Jahren. Die kurze Zeit, die das Album erhältlich war, macht die Original-LP zu einer gesuchten Rarität. Strength Thru Oi! wurde mehrmals neu aufgelegt, unter anderem auch mit verändertem Artwork.
Der Titel wurde unter anderem vom bundesdeutschen Verfassungsschutz zur Herleitung einer sehr eigenwilligen Entstehungstheorie des Begriffes Oi!, der die Wortherkunft einzig allein aus diesem Samplertitel und der Assoziation mit der nationalsozialistischen Organisation ableitet. Vor diesem Hintergrund wurden in Deutschland alle Tonträger und Bands, die den Begriff Oi! benutzten, in einen rechtsextremen/neonazistischen Zusammenhang gerückt. Mittlerweile ist der Verfassungsschutz allerdings wieder von dieser These abgerückt.

## Titelliste
1. Garry Johnson: National Service – 1:03
2. The 4-Skins: 1984 – 2:12
3. The Strike: Gang Warfare – 2:16
4. Infa-Riot: Riot Riot – 1:35
5. Garry Johnson: Dead End Yobs – 1:27
6. The Last Resort: Working Class Kids – 2:54
7. Criminal Class: Blood on the Streets – 2:45
8. The Toy Dolls: She Goes To Fino’s – 3:17
9. Barney Rubble: Best Years of Our Lives – 0:32
10. Cock Sparrer: Taken For a Ride (We Think You Don’t) – 2:03
11. Infa-Riot: We Outnumber You – 2:46
12. Garry Johnson: The New Face of Rock’n’Roll – 1:12
13. Barney Rubble: Beans – 0:06
14. Splodge: We’re Pathetique – 2:18
15. The 4-Skins: Sorry – 3:10
16. Cock Sparrer: Running Riot – 3:13
17. The Last Resort: Johnny Barden – 3:51
18. Splodge: Isubaleene (Part 2) – 3:24
19. Criminal Class: Running Away – 2:30
20. The Strike: Skinhead – 2:03
21. The Toy Dolls: Deidre’s a Slag – 4:19
22. The Shaven Heads: Harbour Mafia Mantra (An Acapella Delight) – 1:41